# Soluzione insoddisfacente
Soluzione insoddisfacente (Solution Unsatisfactory) è un racconto lungo di fantascienza del 1941 dello scrittore statunitense Robert A. Heinlein.
Descrive lo sforzo degli Stati Uniti per costruire un'arma radiologica per porre fine alla seconda guerra mondiale, allora in corso, e le sue distopiche conseguenze per la nazione e il mondo.

## Storia editoriale
Nel novembre 1940 John W. Campbell, il direttore della rivista Astounding, suggerì a Heinlein di scrivere una storia sull'uso di polvere radioattiva come arma, proponendo un dettagliato scenario. Heinlein mise da parte lo scenario di Campbell e scrisse una storia che intitolò Foreign Policy, sottoponendola a Campbell nel dicembre 1940 con il commento "Ho girato l'idea originale sottosopra, l'ho rivoltata, scrollata, ed è diventata una storia completamente diversa". Campbell accettò subito il racconto, cambiò il titolo in Solution Unsatisfactory e lo pubblicò sul numero del maggio 1941 di Astounding Science Fiction, sotto lo pseudonimo di Anson MacDonald e con illustrazioni di Frank Kramer. 
La storia è stata inclusa nelle antologie The Worlds of Robert A. Heinlein del 1966, Expanded Universe del 1980 e in Off the Main Sequence: The Other Science Fiction Stories of Robert A. Heinlein, un omnibus del 2005 dello Science Fiction Book Club. 
La traduzione italiana, di Enrico Cecchini, intitolata Soluzione insoddisfacente è stata inclusa nell'antologia Minaccia dalla Terra pubblicata nel luglio 1967 nel volume n. 19 della collana Gamma.
Una traduzione in tedesco è apparsa nel 1972.

## Temi
Quattro anni prima dei bombardamenti atomici di Hiroshima e Nagasaki, Heinlein analizza le conseguenze geopolitiche dell'esistenza di armi nucleari di distruzione di massa, in questo caso una polvere altamente radioattiva basata su un isotopo di uranio 235, prevedendo con precisione molti aspetti del loro sviluppo e dei dilemmi che esse avrebbero posto.
Aveva già trattato il tema dell'esplosione nucleare vera e propria in A volte esplodono, scritto nel febbraio del 1940.
L'anno dopo il presidente Roosevelt autorizzò il Progetto Manhattan guidato dal generale Leslie Groves; i consulenti scientifici nel 1943 scrissero a Groves in una nota:
(Use of Radioactive Materials as a Military Weapon)
Robert Cornog, co-scopritore dell'elio-3 e capo dipartimento al laboratorio di Los Alamos, era un amico personale di Robert Heinlein e l'aveva consigliato per gli aspetti tecnici del racconto, che è una delle pochissime opere che affronta questi problemi prima della guerra ed è quindi stato ampiamente letto e discusso dai fisici di Los Alamos, che invitarono Robert Heinlein pochi giorni dopo la resa del Giappone, nell'agosto 1945.
Solution Unsatisfactory segna l'inizio dell'interesse per le armi nucleari di Heinlein che, dopo la seconda guerra mondiale, riteneva che una corsa agli armamenti nucleari fosse un problema urgente;
a metà degli anni quaranta scrisse diverse opere sull'argomento, come ad esempio The Last Days of the United States, How to be a Survivor e Pie from the Sky ma, ad eccezione di Back of the Moon, furono respinte dagli editori; solo nel 1980 furono incluse nell'antologia Expanded Universe insieme a Solution Unsatisfactory.
Heinlein scrisse: 
Li ho offerti al mercato commerciale, non per fare soldi, ma perché l'unica propaganda che ha qualche possibilità di influenzare la gente è confezionato in modo tanto accattivante che gli editori la compreranno nella convinzione che i clienti paganti ne saranno divertiti.
La mia non era confezionata in modo abbastanza accattivante.»
(Expanded Universe)

## Trama
John DeFries, il narratore, è il segretario di Clyde C. Manning, un membro neoeletto del Congresso e veterano militare pensionato perché malato di cuore.
DeFries aveva scelto il deputato ed era stato il manager della sua campagna perché "sebbene liberale aveva uno spirito combattivo", tale da attirare il sostegno dei conservatori.
Nel 1941 Manning viene richiamato in servizio attivo con il grado di colonnello e prende DeFries come suo aiutante.
Egli è nominato a capo di un progetto segreto, con massima priorità e fondi illimitati,
che ha l'obiettivo di sviluppare un'arma nucleare prima che lo facciano i nazisti.
In questo campo gli Stati uniti sono in vantaggio grazie alle informazioni portate da un'assistente di laboratorio di Otto Hahn, fuggita dalla Germania per sfuggire ad un pogrom.
Nel 1944 il progetto ha fatto pochi progressi mentre la seconda guerra mondiale è in una situazione di stallo: l'Italia si è ritirata ma inglesi e tedeschi continuano a bombardare le rispettive città mentre Stati Uniti, Unione Sovietica (ribattezzata "Unione Eurasiatica") e Giappone restano fuori.
Un giorno la dottoressa Estelle Karst chiede la collaborazione di un altro scienziato, il dottor Obre, per le sue ricerche sulla produzione di materiali radioattivi per uso medico.
Manning dopo aver sentito di una moria di pesci nella Chesapeake Bay dove viene scaricata la polvere radioattiva che è un sottoprodotto della ricerca della dottoressa Krast, vede il suo potenziale come arma radiologica.
La dottoressa Karst è contraria all'uso militare della radioattività, ma Manning la convince ad ampliare il campo delle sue ricerche e concentra le risorse nel suo laboratorio sospendendo gli studi per la realizzazione della bomba.
Entro il Natale del 1944 gli Stati Uniti sono in possesso di una quantità di polvere radioattiva K-O (Krast-Obre) sufficiente ad uccidere la popolazione di una grande città.
Quando si rende conto del terribile potere della polvere Manning cerca un modo per evitare di usarla, arriva a prendere seriamente in considerazione la possibilità di ordinare che tutte le persone a conoscenza del segreto, compreso se stesso, siano messe a morte e tutti i registri distrutti, ma si rende conto che il segreto sarebbe certamente riscoperto da qualcun altro, forse tedesco o russo.
Quindi, nel 1945, Manning convince il Presidente ad utilizzare la polvere contro la Germania.
Dal momento che l'America non è ufficialmente in guerra, gli americani danno la polvere alla Gran Bretagna, che in cambio accetta una completa sottomissione agli Stati Uniti nel dopoguerra.
DeFries è inviato in Gran Bretagna per consegnare la polvere e presenziare alle operazioni, lui resta per alcun giorni nell'aereo con la polvere e in un'occasione, incontra un certo signor Windsor, che parla lentamente e con difficoltà. 
Nel tentativo di convincere i tedeschi ad arrendersi senza usare la polvere il Presidente ha un colloquio con il nuovo Führer, viene organizzata una dimostrazione degli effetti della nuova arma su animali e si lanciano volantini sulla Germania, ma questa rifiuta di arrendersi; bombardieri della RAF spargono la polvere su Berlino e non lasciano sopravvissuti; il regime nazista crolla e il nuovo governo si arrende. 
La dottoressa Karst si suicida esponendosi alla polvere.
Manning mette in guardia il Gabinetto dai grandi pericoli che la nuova situazione presenta
introducendo i concetti di corsa agli armamenti nucleari, mutua distruzione assicurata e capacità di sferrare il secondo colpo nucleare.
Egli convince il presidente ed il Gabinetto che l'unica soluzione è utilizzare il monopolio nucleare americano mentre ancora esiste.
Qualsiasi altra potenza mondiale, come l'Unione Eurasiatica, potrebbe creare una polvere analoga e spargerla sugli Stati Uniti nel giro di settimane.
Pur essendo egli stesso ancora membro del Congresso, Manning convince il Presidente che non c'è tempo per ottenere l'approvazione del Congresso e che la Costituzione deve essere scavalcata.
Gli Stati Uniti emettono un proclama pace che, essenzialmente, chiede la resa immediata e incondizionata del resto del mondo.
Dal momento che qualsiasi aeroplano può diffondere la polvere, tutti gli altri stati sono tenuti a disarmare e consegnare tutti gli aerei civili e militari a lungo raggio.
Il divieto di voli commerciali si applica anche in America, l'esercito gestirà qualsiasi viaggio aereo civile necessario.
La maggior parte del mondo accetta.
Come Manning temeva, gli eurasiatici inventano autonomamente la polvere e lanciano un attacco a sorpresa.
La vittoria americana nella "guerra di quattro giorni" è in gran parte merito di Manning che, in vista dell'attacco, aveva fatto in modo che i membri del Congresso e il Presidente non fossero a Washington e diffuso false voci di una pestilenza per svuotare New York; tuttavia solo a Manhattan i morti sono 800.000.
I documenti euroasiatici giustificano totalmente la politica incostituzionale di Manning: se il Presidente avesse aspettato l'approvazione del Congresso l'America avrebbe perso la guerra.
Manning diventa capo a vita della Commissione per la sicurezza mondiale che ha il controllo sulla polvere radioattiva e sui velivoli che possono trasportarla.
Costituisce il Corpo della Pace e pianifica l'apertura di scuole per l'istruzione di cadetti di ogni razza, colore e nazionalità, destinati a salvaguardato la pace di qualsiasi paese tranne il proprio, con la proibizione di tornare nel paese di origine per tutta la durata del servizio, "una banda di giannizzeri deliberatamente espatriati, con obblighi solo verso la Commissione e la razza umana, uniti da esprit de corps attentamente coltivato".
Nel 1951, il Presidente muore in un incidente aereo, prima che Manning abbia il tempo di completare i suoi piani per il Corpo della Pace.
Il suo successore, che è un isolazionista contrario alla Commissione, chiede le dimissioni di Manning, che rifiuta e mostra al Presidente, nel cielo, aerei carichi di polvere radioattiva e pilotati da non americani.
Manning è disposto a uccidere se stesso e trattare la capitale degli Stati Uniti allo stesso modo di qualsiasi altro luogo che egli percepisce come una minaccia per la pace mondiale, in questo modo diventa l'indiscusso dittatore militare del mondo.
DeFries, che sta morendo per le conseguenze dell'esposizione alla polvere che ha trasportato in Gran Bretagna, non sa se Manning, ora universalmente odiato, riuscirà a rendere il Corpo della Pace autosufficiente e affidabile, anche perché non c'è modo di sapere quanto a lungo Manning vivrà, dato il suo cuore debole. 
Il narratore conclude:
And neither does Manning.»
Né piace a Manning.»

## Collegamenti con altre opere dell'autore
Anche se non fa parte della Future History di Heinlein, il racconto è la prima delle sue opere dove appare una "Pattuglia".
L'idea di una distinta forza armata totalmente dedicato a preservare la pace è presente anche in opere successive di Heinlein: nel romanzo per ragazzi Cadetti dello spazio descrive l'addestramento e l'indottrinamento dei cadetti della Pattuglia, ai quali viene insegnato a rinunciare alla fedeltà ai rispettivi Paesi d'origine sostituendola con una più ampia per l'umanità nel suo insieme e per le specie senzienti del Sistema solare. Vengono loro narrate le storie di quattro eroi/martiri della Pattuglia che esemplificano questa qualità: uno di questi è Rivera, che ha ordinato di annientare la sua città natale mentre vi era tenuto prigioniero ed è morto sotto le bombe.
Heinlein ha in seguito ampliato un altro di questi aneddoti ne La lunga guardia (The Long Watch).

## Influenze
Il narratore dice che il presidente che incontra Manning è in piedi, il che significa che non è Franklin Delano Roosevelt che all'epoca era in carica. 
Con diverse indicazioni, come la bassa statura e la buona conoscenza del tedesco, Heinlein suggerisce che il Presidente è il sindaco di New York Fiorello La Guardia. 
Nel suo primo romanzo, A noi vivi, Heinlein ha previsto che La Guardia sarebbe stato eletto presidente per due mandati consecutivi negli anni 1950.
Il romanzo del 1984 The Peace War di Vernor Vinge presenta un'"Autorità della Pace" creata quando dei ricercatori militari sviluppano un dispositivo chiamato "bobbler" e lo usano per conquistare il mondo e mantenere la pace in un modo molto simile a Soluzione insoddisfacente.

### Edizioni
- (EN) Anson MacDonald, Solution Unsatisfactory (testo), in Astounding Science Fiction, illustrato da F. Kramer, vol. XXVII, n. 3, maggio 1941,  pp. 56-86. URL consultato il 23 giugno 2025. Ospitato su Internet Archive.

- Robert A. Heinlein, Soluzione insoddisfacente, in Minaccia dalla Terra (antologia), collana Gamma, traduzione di Enrico Cecchini, n. 19, Edizioni dello Scorpione, luglio 1967,  pp. 5-62.

- (EN) Robert A. Heinlein, Solution Unsatisfactory, in Expanded Universe[collegamento interrotto] (testo originale completo), Baen Books. URL consultato il 10 dicembre 2015.

### Fonti critiche
- (EN) James Daniel Gifford, The New Heinlein Opus List, in Robert A. Heinlein: A Reader's Companion (PDF), Nitrosyncretic Press, 2000, ISBN 978-0-9679874-1-5. URL consultato il 12 ottobre 2015.

- (EN) William H. Patterson, Robert A. Heinlein: In Dialogue with His Century, vol. 1, Tom Doherty Associates, 2011  [2010], ISBN 978-0-7653-1962-3.